# Biremia kensleyi
Biremia kensleyi is een pissebed uit de familie Bathynataliidae. De wetenschappelijke naam van de soort is voor het eerst geldig gepubliceerd in 2005 door Poore.